# Alexandru cel Bun (Schiff)
Die Alexandru cel Bun war ein 1882 gebautes Mehrzweckschiff und im Ersten Weltkrieg der einzige Minenleger der rumänischen Marine. 1919 wurde sie außer Dienst gestellt und Mitte der 1930er Jahre abgewrackt.

## Bau und technische Daten
Nach der Gründung des Königreich Rumäniens 1881 begann das Land, die eigenen Marinestreitkräfte auszubauen. Die benötigten Schiffe orderte sie mangels eigener Werften in Großbritannien, Frankreich und Italien: Neben dem Geschützen Kreuzer Elisabeta, drei Torpedobooten der Smeul-Klasse sowie dem Kanonenboot Grivita waren dies das Segelschulschiff Mircea und ein kleines Mehrzweckschiff, die Alexandru cel Bun.
Mit der Konstruktion und dem Bau der Alexandru cel Bun beauftragte die rumänische Regierung die Londoner Werft Thames Ironworks and Shipbuilding and Engineering Company, die auch den Auftrag für das Segelschulschiff Mircea erhielt. Dort wurde das Schiff 1882 auf Kiel gelegt und nach etwa drei Monaten abgeliefert. Der Neubau erhielt den Namen nach Alexandru cel Bun, der von 1400 bis zu seinem Tode 1432 das Fürstentum Moldau regierte.
Die Länge betrug 23,01 Meter, sie war 4,57 Meter breit und wies einen Tiefgang von 1,72 Metern auf. Die Konstruktionsverdrängung betrug 104 Tonnen. Der Antrieb bestand aus einer Zweizylinder-Zweifach-Expansionsmaschine, die 100 PS leistete. Diese wirkte auf eine Schraube, das Schiff erreichte eine Geschwindigkeit von 9,0 Knoten. Die Besatzung bestand nach unterschiedlichen Angaben aus 20 bzw. aus bis zu 35 Mann. Die Bewaffnung bestand anfangs aus einem und ab 1888 aus zwei 37-mm-Hotchkiss-Geschützen sowie zwei Nordenfeldt-Maschinengewehren. Dazu kam im Ersten Weltkrieg eine kleine Anzahl Minen.

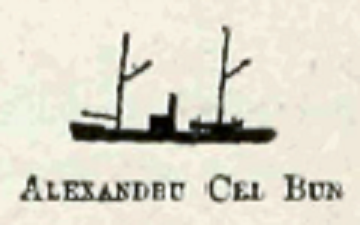
Silhouette der Alexandru cel Bun

## Geschichte
Im Oktober 1882 stellte die rumänische Marine die Alexandru cel Bun in Dienst. In der Literatur werden unterschiedliche Klassifizierungen angegeben, die von Schulschiff über Kanonenboot und Minensuchboot reichen – von temporären Funktionen eines Wachschiffes ganz abgesehen. Einzelheiten zu Aufgaben und Geschichte des Schiffes sind über weite Strecken offen. In den Anfangsjahren standen Schulungsaufgaben im Vordergrund, von denen Verbandsübungen mit anderen Schiffen während der Manöver im Herbst 1891, 1894 und 1896 überliefert sind.
Mit dem Kriegseintritt Rumäniens auf Seiten der Entente im Ersten Weltkrieg konzentrierte sich die kleine Marine des Landes auf die Sicherung der Küsten sowie der Donau. Die Alexandru cel Bun wurde für unterschiedliche Aufgaben herangezogen und erstmals auch als Minenleger genutzt. Abwechselnd diente sie als Minenleger (belegt: August 1917, Februar 1918),, als Kanonenboot mit der Aufgabe eines Wachschiffes (Februar, März 1918) und für Transporte bzw. Truppentransporte (Dezember 1917). In eine ihrer Minensperren geriet am 16. November 1917 das österreichische Flusskanonenboot Inn und sank bei Brăila – ein großer Erfolg für die rumänische Marine. Zwar wurde das Flusskanonenboot noch gehoben und die Instandsetzung eingeleitet, jedoch wurde diese bis Kriegsende nicht mehr abgeschlossen.
Nach Ende des Ersten Weltkrieges musterte die rumänische Marine die Alexandru cel Bun am 30. September 1919 aus. Die anschließende Nutzung ist unklar, nachweisbar ist nur, dass das Schiff nicht in der rumänischen Handelsschifffahrt in Fahrt kam. Mitte der 1930er Jahre wurde es abgewrackt. Ihr Nachfolger in der Marine wurde der 1939 gebaute Minenleger Amiral Murgescu.